# 拉普季基
51°3′7″N 30°15′56″E / 51.05194°N 30.26556°E
拉普特基（烏克蘭語：Лапутьки）是位於烏克蘭北部的村莊，由基辅州维什霍罗德区的伊萬基夫市鎮負責管轄。該村面積0.3平方公里，海拔高度108米，2001年人口21，人口密度每平方公里70人。